# ジョー・ベック
ジョー・ベック（Joe Beck、1945年7月29日 - 2008年7月22日）は、30年以上に渡って活躍したアメリカのジャズ・ギタリスト。

## 経歴
フィラデルフィアで生まれたベックは、十代でマンハッタンに移り住み、週6日トリオで演奏した。そのおかげで、盛んなニューヨークの音楽シーンで活躍する様々なミュージシャンたちと共演する機会が得られた。最初にジェフにチャンスを与えてくれたのはスタン・ゲッツで、ジングルの録音を共にする。1967年にはマイルス・デイヴィスの録音にも参加した。1968年、22歳の時には、ギル・エヴァンス・オーケストラのメンバーとなるなど貴重な経験を得ることができた。
ベックは、フュージョン、ポスト・バップ、メインストリーム・ジャズ、ソウル・ジャズなど、さまざまなジャズのスタイルで演奏したが、ロック・スタイリストやクロスオーバー・プレーヤーのことも尊敬した。1960年代から1970年代にかけては音楽スタイルに共感を持ったのか、ラリー・コリエルと親交があった。
マイルス・デイヴィスのウィキペディアのページに、彼のコンピレーション・アルバム『サークル・イン・ザ・ラウンド』に関するジョーについての重要な詳細がある。タイトル曲「サークル・イン・ザ・ラウンド」は、マイルスがアコースティックから離れて以来、最初のスタジオ・レコーディングであり、「エレクトリック」時代の始まりを示している。1967年に録音されたこの曲は、エレクトリック・ギター（ベックが演奏を担当）の音をフィーチャーした、最も初期にリリースされた録音であり、ベックはマイルス・バンド初のエレクトリック・ギタリストになると同時に、このエレクトリック・ギターがマイルスの音楽をより際立たせるものとなっていく。当初、マイルスはこの画期的な作品を発表する際、どのような反応を受け入れ形をされるのかを非常に心配して発表することを躊躇していたという。
1970年、ポリドールからサビーカスとともにアルバム『Rock Encounter』をリリース。1975年、エスター・フィリップスのアルバム『恋は異なもの (What a Diff'rence a Day Makes)』をCTIでレコーディングしながら、自身の名を冠したアルバム（彼は単に自分自身を「ベック」と呼んだ）をリリースした。このアルバムはその後、アルト・サックス奏者で当時成功していたデイヴィッド・サンボーンと共演していたため、『Beck & Sanborn』として再リリースされたこともある。1971年、ベックはキャリアへの不満を理由に、酪農家になるために3年間音楽を離れた。
1978年、「リーダー」という名前のバンドを結成。よりロックなサウンドを目指した。このバンド北東部で活動し、ニューヨークのサウンド・アイディアズ・スタジオでデモを録音したが、ニューヨーク州ウッドストックでのギグの後、バンドの機材が盗まれるというアクシデントに見舞わたため、解散を余儀なくされた。1980年代、ベックはフルート奏者のアリ・ライアソンと共にDMPにレコーディングした。1988年、ベックは農業に戻るために再び音楽を離れたが、1992年までに再びツアーを行った。ベックはデュオや小さなグループでツアーやレコーディングを行い、さらに2枚のソロ・アルバムをリリースした（1988年、1991年）。2000年、ギタリストのジミー・ブルーノとアルバム『Polarity』でコラボレーションし、ベックのアルト・ギターを幅広くフィーチャーし 、2008年にはジョン・アバークロンビーと『Coincidence』で共演した。
ベックはサイドマンまたはセッション・ギタリストとして、ルイ・アームストロング、デューク・エリントン、バディ・リッチ、ウディ・ハーマン、マイルス・デイヴィス、メイナード・ファーガソン、ハワード・ロバーツ、トミー・テデスコ、ラリー・コリエル、ジョン・アバークロンビー、トム・スコット、ジェレミー・スタイグ、ガボール・ザボなど数多くのジャズやフュージョン・ミュージシャンと共演した。キャリア中盤では、ベックは演奏する時間を割いて、コマーシャル・ジングルの作曲家またアレンジャーとして、フランク・シナトラやグロリア・ゲイナーの編曲も手掛けた。ジョーはまた、シナトラやゲイナーとのプロジェクト、エスター・フィリップスのヒット・シングル「What A Difference A Day Makes」を含む2枚のアルバムなど、多くのレコードをアレンジおよびプロデュースした。ジョーはそのキャリアの中でコロムビア、ポリドール、ヴァーヴ、グリフォン、CTI、MGMといったレコード・レーベルと契約した。
ナショナル・アカデミー・オブ・レコーディング・アーツ・アンド・サイエンスは、最優秀選手賞を5回授与。ベックはまた、ロンドンのロイヤル・フィルハーモニー管弦楽団、イタリアのミラノ・フィルハーモニー管弦楽団、フランスのパリ・ストリング・アンサンブルともレコーディングした。
ベックの最初の妻であるシギはモデルであり、後に国際的に有名な経済学者であるゾラン・ホジェラ博士と結婚した。ベックは、マルシ・ベックと結婚し、5人の子供に恵まれた。
ベックはコネチカット州ウッドベリーにて、肺がんの合併症で亡くなった。彼のアルバム『Get Me Joe Beck』は死後、2014年にリリースされた。

## ディスコグラフィ

### リーダー・アルバム
- Nature Boy (1969年、Verve Forecast)
- 『ベック』 - Beck (1975年、Kudu)
- Watch the Time (1977年、Polydor)
- 『ベック&ゾラー』 - Beck and Zoller (1979年、Progressive) ※with アッティラ・ゾラー
- 『リラクシン』 - Relaxin ' (1983年、DMP)
- 『フレンズ』 - Friends (1984年、DMP)
- 『バック・トゥ・ベック』 - Back to Beck (1988年、DMP)
- 『ジャーニー』 - The Journey (1991年、DMP)
- Live at Salishan (1994年、Capri) ※with レッド・ミッチェル
- 『フィンガー・ペインティング』 - Finger Painting (1995年、Wavetone)
- Alto (1999年、DMP) ※with アリ・ライアソン
- Polarity (2000年、Concord Jazz) ※with ジミー・ブルーノ
- 『夜のストレンジャー〜フランク・シナトラに捧ぐ』 - Strangers in the Night (2000年、Venus)
- Django (2001年、DMP) ※with アリ・ライアソン
- Just Friends (2002年、Whaling City Sound)
- 『ガール・トーク』 - Girl Talk (2003年、Venus)
- What Is My Heart For (2002年、Whaling City Sound) ※with サラ・ブルックス
- 『ブラジリアン・ドリーミン』 - Brazilian Dreamin'  (2006年、Venus)
- Tri07 (2007年、Whaling City Sound)
- Coincidence (2008年、Whaling City Sound) ※with ジョン・アバークロンビー
- Get Me Joe Beck (2014年、Whaling City Sound)